# George Parros
George James Parros, född 29 december 1979 i Washington, Pennsylvania, är en amerikansk före detta professionell ishockeyspelare. Han var till spelet känd som en hårt arbetande spelare som drog på sig många utvisningsminuter och var en slagskämpe (enforcer). Parros spelade totalt 474 NHL-matcher för klubbarna Los Angeles Kings, Colorado Avalanche, Anaheim Ducks, Florida Panthers och Montreal Canadiens.
2007 var han med och vann Stanley Cup med Anaheim Ducks.
Parros är av grekisk härkomst.

## Statistik

### Klubbkarriär
| 1996–97    | Delbarton Green Wave |            | 14  | 15 | 8  | 23 | —    | —  | — | — | — | —  |
| 1997–98    | Delbarton Green Wave |            | 15  | 22 | 17 | 39 | —    | —  | — | — | — | —  |
| 1998–99    | Chicago Freeze       | NAHL       | 54  | 30 | 20 | 50 | 126  | —  | — | — | — | —  |
| 1999–00    | Princeton Tigers     | NCAA       | 27  | 4  | 2  | 6  | 14   | —  | — | — | — | —  |
| 2000–01    | Princeton Tigers     | NCAA       | 31  | 7  | 10 | 17 | 38   | —  | — | — | — | —  |
| 2001–02    | Princeton Tigers     | NCAA       | 31  | 9  | 13 | 22 | 38   | —  | — | — | — | —  |
| 2002–03    | Princeton Tigers     | NCAA       | 22  | 0  | 7  | 7  | 29   | —  | — | — | — | —  |
| 2002–03    | Manchester Monarchs  | AHL        | 9   | 0  | 1  | 1  | 7    | —  | — | — | — | —  |
| 2003–04    | Manchester Monarchs  | AHL        | 57  | 3  | 6  | 9  | 126  | 5  | 0 | 0 | 0 | 4  |
| 2004–05    | Manchester Monarchs  | AHL        | 67  | 14 | 8  | 22 | 247  | 6  | 1 | 1 | 2 | 27 |
| 2004–05    | Reading Royals       | ECHL       | 3   | 0  | 0  | 0  | 9    | —  | — | — | — | —  |
| 2005–06    | Los Angeles Kings    | NHL        | 55  | 2  | 3  | 5  | 138  | —  | — | — | — | —  |
| 2006–07    | Colorado Avalanche   | NHL        | 2   | 0  | 0  | 0  | 0    | —  | — | — | — | —  |
| 2006–07    | Anaheim Ducks        | NHL        | 32  | 1  | 0  | 1  | 132  | 5  | 0 | 0 | 0 | 10 |
| 2007–08    | Anaheim Ducks        | NHL        | 69  | 1  | 4  | 5  | 183  | 1  | 0 | 0 | 0 | 0  |
| 2008-09    | Anaheim Ducks        | NHL        | 74  | 5  | 5  | 10 | 135  | 7  | 0 | 0 | 0 | 9  |
| 2009–10    | Anaheim Ducks        | NHL        | 57  | 4  | 0  | 4  | 136  | —  | — | — | — | —  |
| 2010-11    | Anaheim Ducks        | NHL        | 78  | 3  | 1  | 4  | 171  | 6  | 0 | 0 | 0 | 16 |
| 2011–12    | Anaheim Ducks        | NHL        | 46  | 1  | 3  | 4  | 85   | —  | — | — | — | —  |
| 2012–13    | Florida Panthers     | NHL        | 39  | 1  | 1  | 2  | 57   | —  | — | — | — | —  |
| 2013–14    | Montreal Canadiens   | NHL        | 22  | 0  | 1  | 1  | 85   | —  | — | — | — | —  |
| NHL totalt | NHL totalt           | NHL totalt | 474 | 18 | 18 | 36 | 1092 | 19 | 0 | 0 | 0 | 35 |